# Bien preferente
En economía pública, se entiende por bien preferente, bien social o bien meritorio a aquel tipo de bien de consumo privado (frente a bien público) que satisface necesidades preferentes o de importancia destacada por sus efectos positivos o porque se consideren esenciales para el desarrollo de una vida digna y cuya satisfacción se realiza a través de la vía presupuestaria por encima de la canalización del mercado, pudiendo ser suministrado de forma gratuita o vía subvención.
El concepto de bien preferente fue introducido por el economista Richard Musgrave, en 1959 y desde entonces ha constituido gran objeto de estudio en la economía pública.

## Características
De acuerdo con Musgrave, los bienes preferentes tienen tres características independientes que pueden conformar los bienes preferentes:
- La existencia de externalidades positivas en su consumo, lo que provoca que los consumidores no valoren todos beneficios derivados de su consumo y los demanden en cuantía eficiente. Ejemplo típicos de este hecho se produce en la sanidad y la educación que proporcionan además de la utilidad directa de su consumo, proporcionan beneficios generales a la sociedad que no son valorados por el propio consumidor.
- La segunda característica de estos bienes es el aspecto distributivo, en el sentido de acceso a un mínimo de determinados bienes.
- La tercera de las características en estos bienes es la existencia de unas preferencias no acordes con el bienestar del consumidor debido a la falta de información o de una información incorrecta. Por eso en este caso, el Estado puede emprender una actividad pública encaminada a corregir estas deformaciones de las preferencias. El ejemplo más claro de este hecho se puede dar en el campo de los bienes no deseables como es consumo de alcohol, tabaco y otras drogas.

El concepto en si de bien preferente es de carácter subjetivo y puede ir cambiando a lo largo del tiempo. No obstante existe un amplio consenso en los países más desarrollados sobre que por lo menos la sanidad, la educación y la vivienda pueden considerarse como bienes sociales. Este respaldo, en algunas ocasiones, se asume legalmente, introduciéndolo en las normas constitucionales, como es el caso, por ejemplo, de España.

## La intervenciones paternalistas del Estado
La intervención del Estado puede ir más allá de lo expuesto hasta ahora. En determinados casos  los consumidores, contando con información completa sobre un bien, pueden tomar decisiones de consumo contrarias a su propio bienestar. Así algunas personas continúan fumando a pesar de conocer los efectos nocivos del tabaco. Otro ejemplo pudiera ser no abrocharse el cinturón de seguridad cuando se conduce un automóvil, a pesar de conocer el riesgo en que se incurre con esta acción. Hay partidarios de la intervención del Estado en estos casos ya que según esta postura, el Estado no debe limitarse a suministrar información. Unos ejemplos de estos casos, es que en la mayoría de los países es obligatorio conducir con el cinturón abrochado e igualmente es obligatoria la educación primaria.
Se habla así de paternalismo para describir aquellos casos en que el Estado interviene porque sabría mejor que los ciudadanos qué es lo que más le conviene los mismos.
Existen también detractores de este paternalismo del Estado y de que unos ciudadanos tengan que imponer sus preferencias sobre otros y se sienten preocupados porque este paternalismo sea utilizado por grupos de presión para defender sus propuestas.
La justificación de la intervención del Estado en base al paternalismo es distinta a la existencia de externalidades. En el caso del tabaco, por ejemplo, las externalidades negativas del consumo del mismo pueden ser corregidas con impuestos destinados a sufragar los gastos ocasionados por los fumadores y prohibición de fumar en sitios públicos para evitar los daños a las personas no fumadoras.  Sin embargo la posición paternalista podría llevar a la prohibición de fumar a un personas incluso en su casa. Esta posición puede considerarse extrema en el caso del tabaco, pero es la imperante en el caso de las denominadas drogas ilegales, en muchos países y territorios.